# アダム・スミス大学
アダム・スミス大学（アダム・スミスだいがく、Adam Smith University）は、認定機関から正式な認定を受けていないアメリカ合衆国の通信教育大学である。

## 概要
アメリカ合衆国にある通信教育機関であり、サイパンに本部を置いている。ただし、アメリカ合衆国の認定機関からの正式な認定は受けていない。
リベリアでは、2001年10月8日に教育省から認定を受けているが、2007年以降、教育及び学位授与は行っていない。
フランスでは、École Supérieure Universitaire Adam Smithtが、私立の高等教育機関として認定を受けている。ただし、その学位は私的なものであって、国立大学のみが授与する国の学位とは異なるものとみなされる。

## 関連人物
- 鈴木松美(音響・音声の研究家)
- 山田晃（日本事務局代表役員）